# Salto Peludo
O Salto Peludo é um salto brasileiro entre os municípios de Telêmaco Borba e Tibagi, na região dos Campos Gerais do estado do Paraná.
O salto está localizado próximo ao Salto da Conceição, em uma área com muitas corredeiras, no vale do rio Tibagi. A queda d'água é muito visitada por mineradores e pescadores das redondezas. Neste local havia antigamente uma balsa para travessia e, na margem esquerda do rio Tibagi, são observados vestígios da antiga exploração de diamantes por uma companhia inglesa.
O acesso ao salto pode ser feito por Tibagi, pela rodovia PR-340, ou por Telêmaco Borba, pela estrada da Fazenda Monte Alegre. O local é um patrimônio natural, considerado atração turística da região.